# 여락천
여락천(余洛川)은 경상남도 양산시 동면에서 발원하여 동류하다가 부산광역시 금정구 선두구동의 수영강으로 흘러드는 강이다.